# ГЕС Султан Ідріс
ГЕС Султан Ідріс — гідроелектростанція в Малайзії. Знаходячись між ГЕС Султан Юссуф та малою ГЕС Одак (4,2 МВт), входить до складу дериваційного каскаду, котрий використовує ресурс зі сточища річки Телум. Остання дренує східний схил вододільного хребта Малайського півострова та відноситься до сточищі річки Паганг, яка впадає у Південнокитайське море за три десятки кілометрів південніше від міста Куантан.
Ресурс зі сточища Телум подається на протилежний, західний схил вододільного хребта Малайського півострова через станцію Султан Юссуф. Відпрацьована останньою вода потрапляє до невеликого сховища греблі Jor, якою перекрили річку Батанг-Паданг, праву притоку Бідор, яка, своєю чергою, є лівою притокою річки Перак (впадає до Малаккської протоки за півтори сотні кілометрів південніше від острова Пінанг).
Від Jor вода надходить до прокладеного через гірський масив лівобережжя Батанг-Паданг дериваційного тунелю довжиною 14,5 км, який на своєму шляху отримує поповнення з водозаборів на струмках Вох, Тідонг, Ченес, Ленгкок та Бот.
У підсумку ресурс надходить до підземного машинного залу станції Султан Ідріс, обладнаного трьома турбінами типу Френсіс потужністю по 50 МВт. При напорі у 421 метр це обладнання забезпечує виробництво 480 млн кВт·год електроенергії на рік.
Відпрацьована вода по відвідному тунелю транспортується у розташоване неподалік водосховище греблі Маханг, якою перекрили долину лівої притоки Батанг-Паданг. Звідси вона через ГЕС Одак повертається до Батанг-Паданг.